# Campionat del món d'handbol femení de 1971
El Campionat del món d'handbol femení de 1971 fou la quarta edició del Campionat del món d'handbol femení. Es va disputar als Països Baixos entre l'11 i el 19 de novembre de 1971. La victòria fou per a la selecció d'Alemanya Oriental, que superà en la final a Iugoslàvia.

## Medallistes
| Or | Plata | Bronze |
| RDA Hannelore Burosch · Edelgard Rothe · Petra Kahnt · Waltraud Kretzschmar · Barbel Starke · Barbel Helbig · Barbel Braun · Hannelore Zober · Maria Winkler · Renate Breuer · Adelheid Dobrunz · Kristina Hochmuth · Barb Heinz · Liane Michaelis · Brigitte Luck Entrenadors · Hans i Harry Becker | Iugoslàvia Jadranka Antic · Kaja Cero · Neda Glusevic · Milica Gjorgjevic · Zdenka Istvanovic · Ratka Kadovic · Anna Knezevic · Leposava Ninkovic · Dragica Palaversa · Radmila Paresanovic · Mira Radakovic · Stafika Radic · Marica Rogic · Ivanka Suprinovic · Biserka Tomasek · Mara Torti Entrenadors · Vilim Tičić | Hongria Erzsebet Babayne Drozdik · Ágota Bujdosó · Klara Csikne Horvath · Anna Elekne Rothermel · Agnes Fleckne Babos · Eva Jülingne Kovacs · Katalin Laki · Erzsebet Nyari · Maria Polszter · Amália Sterbinszky · Ilona Szabo · Erzsebet Szökene Bognar · Marta Takacsne Giba · Rozalia Tormann · Borbála Tóth Harsányi Entrenadors · ? |

## Equips participants
| Nombre | Mode de classificació            | Classificats                            |
| ------ | -------------------------------- | --------------------------------------- |
| 1      | Organitzador                     | Països Baixos                           |
| 2      | Campionat del món de 1965        | Hongria, Iugoslàvia                     |
| 5      | Qualificacions europees          | Dinamarca, RFA, · RDA, Noruega, Romania |
| 1      | Torneig de classificació asiàtic | Japó                                    |

## Primera fase
Els dos primers de cada grup passen a disputar les posicions de l'1 al 6, mentre els altres disputaran les posicions del 7 al 9.

### Grup A
| Equip     | PJ | G | E | P | GF | GC | DG | Pts |
| --------- | -- | - | - | - | -- | -- | -- | --- |
| Dinamarca | 2  | 2 | 0 | 0 | 23 | 18 | +5 | 4   |
| RFA       | 2  | 1 | 0 | 1 | 21 | 19 | +2 | 2   |
| Japó      | 2  | 0 | 0 | 2 | 14 | 21 | -7 | 0   |

| RFA       | 10–7  | Japó |
| Dinamarca | 11–7  | Japó |
| Dinamarca | 11–11 | RFA  |

### Grup B
| Equip      | PJ | G | E | P | GF | GC | DG | Pts |
| ---------- | -- | - | - | - | -- | -- | -- | --- |
| Iugoslàvia | 2  | 1 | 1 | 0 | 26 | 19 | +7 | 3   |
| Romania    | 2  | 1 | 1 | 0 | 20 | 18 | +2 | 3   |
| Noruega    | 2  | 0 | 0 | 2 | 13 | 21 | -8 | 0   |

| Iugoslàvia | 14–7  | Noruega |
| Romania    | 8–6   | Noruega |
| Iugoslàvia | 12–12 | Romania |

### Grup C
| Equip         | PJ | G | E | P | GF | GC | DG  | Pts |
| ------------- | -- | - | - | - | -- | -- | --- | --- |
| RDA           | 2  | 2 | 0 | 0 | 24 | 16 | +8  | 4   |
| Hongria       | 2  | 1 | 0 | 1 | 20 | 12 | +8  | 2   |
| Països Baixos | 2  | 0 | 0 | 2 | 11 | 27 | -16 | 0   |

| Hongria | 12–3 | Països Baixos |
| RDA     | 15–8 | Països Baixos |
| RDA     | 9–8  | Hongria       |

## Segona fase
|  | Equips que lluitaran per les posicions 1–2 |
|  | Equips que lluitaran per les posicions 3–4 |

### Grup I
| Equip     | PJ | G | E | P | GF | GC | DG | Pts |
| --------- | -- | - | - | - | -- | -- | -- | --- |
| RDA       | 2  | 2 | 0 | 0 | 24 | 17 | +7 | 4   |
| Romania   | 2  | 0 | 1 | 1 | 21 | 23 | -2 | 1   |
| Dinamarca | 2  | 0 | 1 | 1 | 18 | 23 | -5 | 1   |

| Romania | 10–9  | Dinamarca |
| RDA     | 12–10 | Romania   |
| RDA     | 12–7  | Dinamarca |

### Grup II
| Equip      | PJ | G | E | P | GF | GC | DG | Pts |
| ---------- | -- | - | - | - | -- | -- | -- | --- |
| Iugoslàvia | 2  | 2 | 0 | 0 | 23 | 14 | +9 | 4   |
| Hongria    | 2  | 1 | 0 | 1 | 18 | 22 | -4 | 2   |
| RFA        | 2  | 0 | 0 | 2 | 18 | 23 | -5 | 0   |

| Iugoslàvia | 11–8  | RFA     |
| Hongria    | 12–10 | RFA     |
| Iugoslàvia | 12–6  | Hongria |

## Classificacions finals

### Posicions 7 al 9
| Equip         | PJ | G | E | P | GF | GC | DG | Pts |
| ------------- | -- | - | - | - | -- | -- | -- | --- |
| Noruega       | 2  | 2 | 0 | 0 | 21 | 18 | +3 | 4   |
| Països Baixos | 2  | 0 | 1 | 1 | 19 | 20 | -1 | 1   |
| Japó          | 2  | 0 | 1 | 1 | 23 | 25 | –2 | 1   |

| Japó    | 12–12 | Països Baixos |
| Noruega | 8–7   | Països Baixos |
| Noruega | 13–11 | Japó          |

### Posicions 5 al 6
- RFA -  Dinamarca : 13-9

### Posicions 3 al 4
- Hongria -  Romania : 12-11

### Final
- RDA -  Iugoslàvia : 11-8

## Classificació final
| Pos. | Equip         |
| ---- | ------------- |
| 1    | RDA           |
| 2    | Iugoslàvia    |
| 3    | Hongria       |
| 4    | Romania       |
| 5    | RFA           |
| 6    | Dinamarca     |
| 7    | Noruega       |
| 8    | Països Baixos |
| 9    | Japó          |